# Canon EOS-1D Mark II
Canon EOS-1D Mark II — профессиональный цифровой зеркальный фотоаппарат серии Canon EOS, впервые анонсированный на выставке PMA в феврале 2004 года. Модель стала дальнейшим развитием профессиональной репортёрской линейки, начало которой положено камерой Canon EOS-1D. Главным отличием от предшественника стала новая КМОП-матрица того же формата APS-H собственного производства Canon с повышенным эффективным разрешением в 8,2 мегапикселей. Кроме того, впервые появилась возможность загрузки фотографий на FTP-сервер непосредственно с камеры при помощи Wi-Fi-трансмиттера «WFT-E1». Фотоаппарат получил награды TIPA Best DSLR Professional 2004 и EISA Professional Camera 2004-2005.

## Описание
Для обработки изображения используется процессор Digic II, позволяющий снимать с частотой до 8,5 кадров в секунду в форматах JPEG и RAW. Максимальная длина серии зависит от размера файла и колеблется от 16 до 53 снимков. Кроме карт памяти CompactFlash, использовавшихся в предыдущей модели, фотоаппарат поддерживает также карты Secure Digital, для которых в корпусе имеется дополнительный слот. Запись снимков возможна на любую из карт, которые могут включаться как последовательно по мере заполнения, так и одновременно в режиме резервного копирования.
Пылевлагозащищённый корпус, унаследованный от предыдущей модели, основан на конструкции плёночной камеры Canon EOS-1V. Оттуда же позаимствован 45-точечный модуль автофокуса. Жестковстроенная пентапризма так же отображает 100% поля зрения. Характеристики затвора более скромны, чем у предшественника: диапазон выдержек уменьшился до 1/8000 секунды, а синхронизация с электронными вспышками возможна только до 1/250,  против 1/500. В то же время, никель-металлгидридный аккумулятор NP-E3, унаследованный от EOS-1D, обеспечивает продолжительность работы в пять-шесть раз дольше за счёт более низкого энергопотребления КМОП-матрицы по сравнению с ПЗС. 
Жидкокристаллический дисплей увеличенного разрешения предусматривает десятикратное увеличение любой части снимка, чего не было в предыдущей модели. Кроме интерфейса IEEE 1394 камера впервые оснащена портом USB, пригодным для копирования снимков на компьютер. Однако, полноценная связь и изменение настроек возможны только через первый тип интерфейса, который считается основным.

## EOS-1D Mark II N
22 августа 2005 года место Mark II на рынке заняла модель Canon EOS-1D Mark II N с незначительными отличиями:
- увеличенный 2,5-дюймовый ЖК-дисплей (230000 точек);
- буфер повышенной ёмкости, рассчитанный теперь на 48 снимков JPEG (Large 8) либо 22 снимка RAW;
- дополнительная настройка стилей изображения Picture Style;
- поддержка фокусировочного экрана Ec-S;
- добавилась поддержка еще 3 языков в меню (русский, корейский и традиционный китайский);

Цена модели стала на 500 долларов ниже, чем предыдущей, достигнув отметки 4000 долларов США.

## Совместимость
Обе модели: Mark II и Mark IIN совместимы со всеми объективами стандарта EF, дающими на такой матрице кроп-фактор 1,3×. Кроме того поддерживаются фотовспышки Canon Speedlite серии EX (220EX, 270EX, 380EX, 420EX, 430EX, 430EX II, 550EX, 580EX, 580EX II). С последними версиями прошивок пригодны карты памяти SD произвольного объёма, включая SDHC. Пульты дистанционного управления — RS-80N3 и TC-80N3. Никель-металлгидридные аккумуляторы Canon NP-E3, зарядное устройство для них — Canon NC-E2. Сменные фокусировочные экраны и наглазники — серии Eс.

## Использование в анимации
Canon EOS-1D Mark II стал первым цифровым фотоаппаратом, использованным для съёмки кукольной анимации вместо кинокамеры. В 2004 году режиссёр Тим Бёртон применил камеры этого типа для создания исходных файлов разрешением 2K фильма «Труп невесты». Первоначально планировалось задействовать Nikon D2H, совместимый с имеющимся на студии обширным парком объективов Nikkor, но качество изображения оказалось недостаточным. В результате было принято решение снимать камерами Canon с оптикой Nikkor, закреплённой через адаптер.